# Pähnitz
Pähnitz ist ein Ortsteil von Windischleuba im Landkreis Altenburger Land in Thüringen.

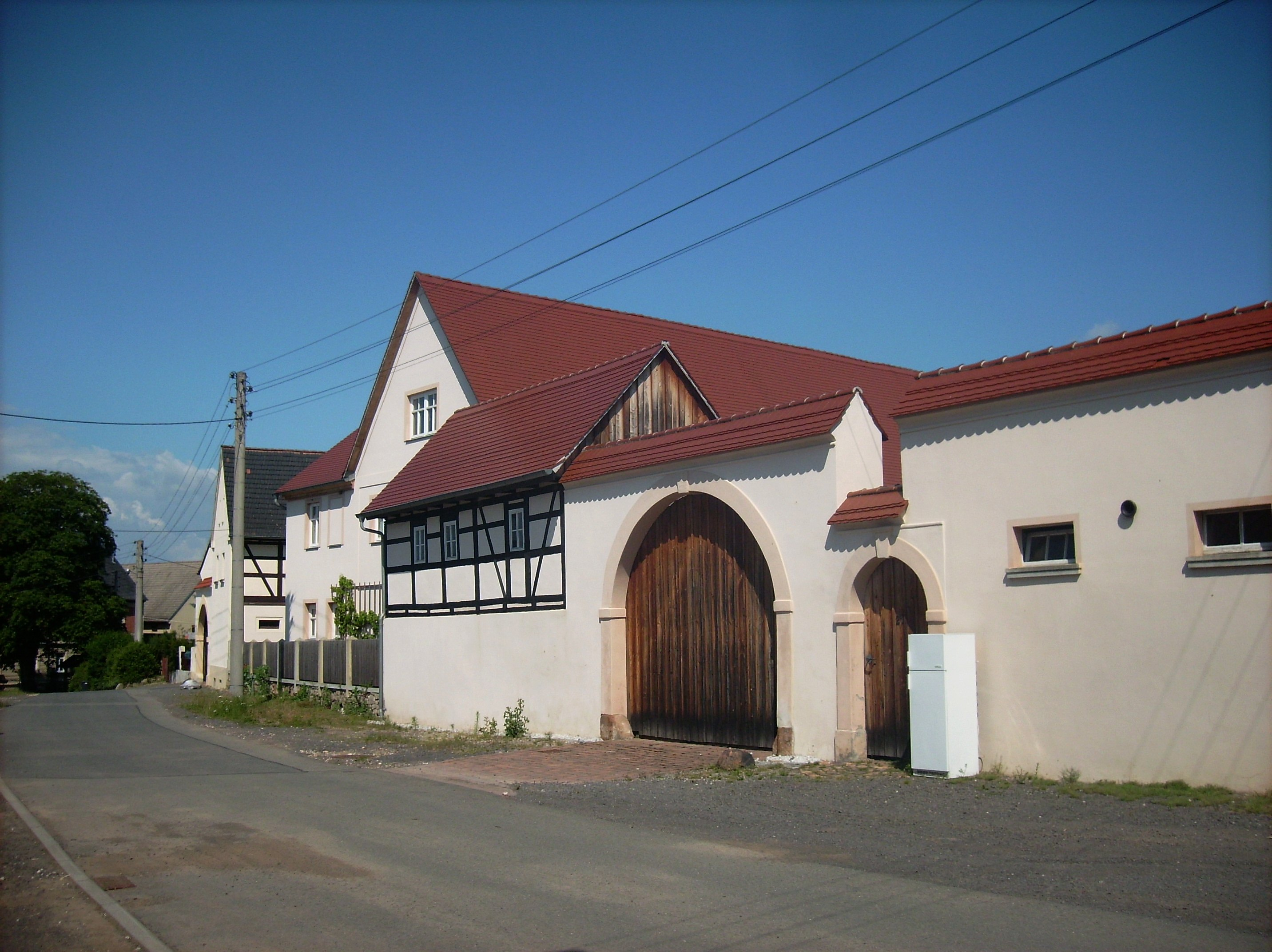
Historischer Dorfkern

## Lage
Das ehemalige abseits liegende Sackgassendorf Pähnitz liegt südlich der Talsperre Windischleuba und nördlich von Pöppschen. Die Gemarkung des Dorfes befindet sich in der Pleißenaue und im überlössten Hügelland von Altenburg. Mit der Landesstraße 1353 und der Kreisstraße 563 ist der Ortsteil verkehrsmäßig angeschlossen. Östlich des Orts befindet sich die Landesgrenze zu Sachsen.

## Geschichte
Die urkundliche Ersterwähnung wurde im Zeitraum 1181–1214 durchgeführt.
Pähnitz gehörte zum wettinischen Amt Altenburg, welches ab dem 16. Jahrhundert aufgrund mehrerer Teilungen im Lauf seines Bestehens unter der Hoheit folgender Ernestinischer Herzogtümer stand: Herzogtum Sachsen (1554 bis 1572), Herzogtum Sachsen-Weimar (1572 bis 1603), Herzogtum Sachsen-Altenburg (1603 bis 1672), Herzogtum Sachsen-Gotha-Altenburg (1672 bis 1826). Bei der Neuordnung der Ernestinischen Herzogtümer im Jahr 1826 kam der Ort wiederum zum Herzogtum Sachsen-Altenburg. Nach der Verwaltungsreform im Herzogtum gehörte er bezüglich der Verwaltung zum Ostkreis (bis 1900) bzw. zum Landratsamt Altenburg (ab 1900). Pähnitz gehörte ab 1918 zum Freistaat Sachsen-Altenburg, der 1920 im Land Thüringen aufging. 1922 kam das Dorf zum Landkreis Altenburg.
Am 1. Juli 1950 erfolgte die Eingemeindung zu Windischleuba, mit dem der Ort 1952 zum Kreis Altenburg im Bezirk Leipzig, 1990 zum thüringischen Landkreis Altenburg und 1994 zum Landkreis Altenburger Land kam. Das Bauerndorf von einst wird jetzt als stadtnahe Wohngemeinde bezeichnet. Im Jahr 2012 wohnten in ihr 121 Personen.